# Mały Podleś
Mały Podleś is een plaats in het Poolse district  Kościerski, woiwodschap Pommeren. De plaats maakt deel uit van de gemeente Kościerzyna en telt 135 inwoners.